# Erlend Mamelund
Erlend Mamelund, norveški rokometaš, * 1. maj 1984.
Leta 2010 je na evropskem rokometnem prvenstvu s norveško reprezentanco osvojil 7. mesto.